# Memphisgroep

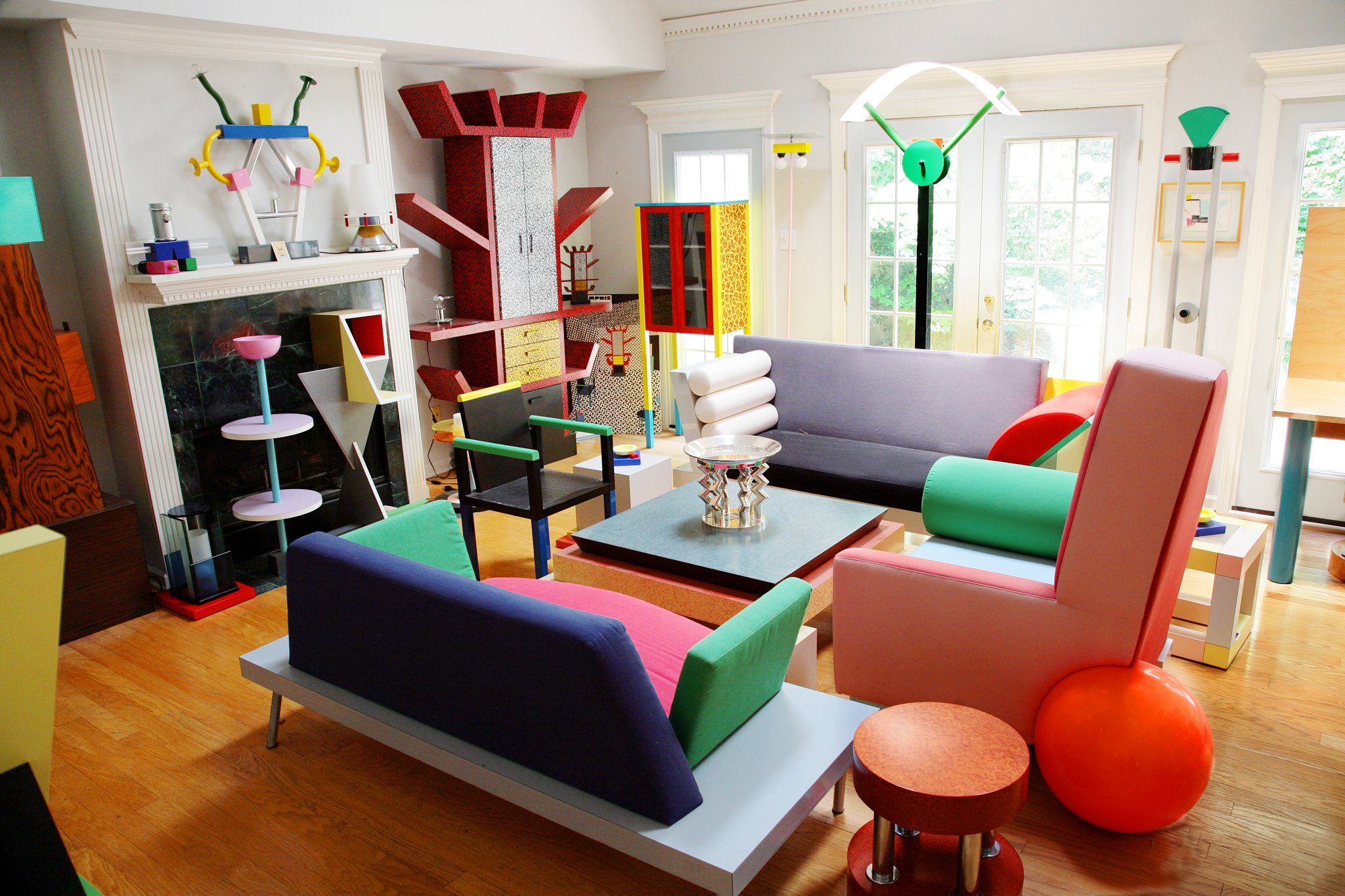
Memphismeubelen, met de Casablancakast

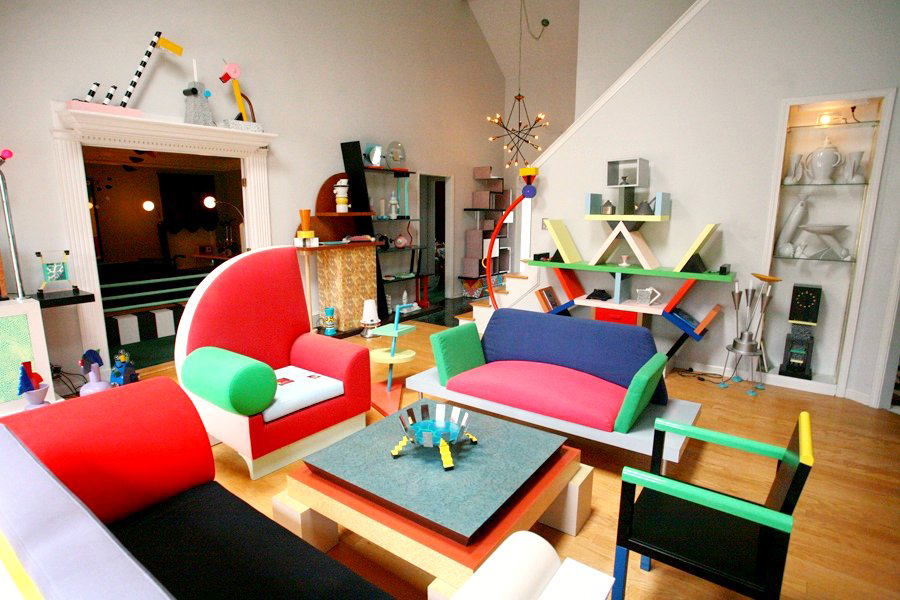
Memphismeubelen, met de Carltonkast

De Memphisgroep was een groep interieurontwerpers uit de jaren 1981-1987, opgericht door Ettore Sottsass. De groep verzette zich tegen de strakke functionele regels van het modernisme en hun ideeën zouden een belangrijk stempel drukken op de uitstraling van de jaren tachtig. De stijl is verbonden met het postmodernisme en haalde haar inspiratie uit de popart en de art deco.
De naam van de beweging Memphis, is afkomstig van een lied van Bob Dylan: ‘Stuck Inside of Mobile with the Memphis Blues Again’. De plaat met dit nummer lag op de draaitafel toen op een avond in de herfst van 1981 de plannen voor de nieuwe onderneming hun definitieve vorm kregen. Later werd de naam geroemd als zeer toepasselijk omdat hij verwees naar de oude hoofdstad van Egypte en ook naar de plaats van overlijden van Elvis Presley.
De Memphisgroep werkte vernieuwend en daagde het mainstream design uit. Hun ontwerpen kenmerkten zich door de onlogische combinatie van geometrische vormen, felle kleuren en allerlei patronen door elkaar. Daaruit kwamen producten voort zoals de Casablanca- en de Carltonkast. Dit laatste ontwerp staat symbool voor de denkwijze van "Memphis". Deze veelkleurige boekenkast met open en schuine delen, voorzien van enkele laden, steunt op een solide voetstuk, heeft verder de vorm van een klassiek nachtkastje langs een bed, waaiert vervolgens uiteen als een boom en eindigt in een kubistisch vormgegeven kruin. Het geheel oogt meer als een sculptuur dan een functioneel opbergmeubel voor boeken.
De groep toonde haar ontwerpen jaarlijks op de Salone del Mobile, de designbeurs van Milaan en oogstten veel bewondering. De verkoopcijfers vielen echter tegen. Slechts één ontwerp, de First Chair van Michele de Lucchi uit 1983, werd in massaproductie genomen. Ondanks dat hun meubilair nauwelijks doordrong in de huizen had de beweging grote invloed op het ontwerp van televisiedecors, videoclips en op de look and feel van het rond dezelfde tijd opgerichte MTV. David Bowie en Karl Lagerfeld waren grote verzamelaars van de Memphisgroep en de films Ruthless People en Back to the Future Part II is meubilair te zien van de Memphisgroep.
In 1987 verliet Ettore Sottsass de groep en vrij snel daarna viel de groep uit elkaar.

## Deelnemers
Een aantal bekende deelnemers naast Ettore Sottsass waren: Michael Graves, Hans Hollein, Michele de Lucchi en Javier Mariscal.

## Hoofdkenmerken
- Felle kleuren
- Kitscherige styling
- Krachtige, geometrische vormen
- Aparte combinatie van kleuren en patronen
- Asymmetrie